# مونتي كوك
مونتي كوك (بالإنجليزية: Monte Cook)‏ (29 يناير 1968، ووترتاون في الولايات المتحدة)؛ كاتب وروائي أمريكي.